# 서상돈 고택
서상돈 고택은 대한민국 대구광역시 중구 계산동에 위치한, 국채보상운동을 주도한 독립운동가 서상돈의 주택이다. 이 고택은 현재 대구광역시 중구 달구벌대로 2051(계산동2가)에 위치하며, 일제강점기 대구에서 시작된 국채보상운동의 역사적 중요성을 기념하기 위해 복원되었다.

## 역사
서상돈 고택은 원래 다른 장소에 있었으나, 해당 지역에 아파트가 건설되면서 현재의 위치로 이전하여 축소 복원되었다. 현재 고택은 근대식 한옥 형태로 지어져 있으며, 내부에는 서상돈이 주도한 국채보상운동과 관련된 다양한 기록물이 전시되어 있다. 이곳은 대구의 중요한 문화유산으로, 국채보상운동기념공원과 함께 복원되어 대구 시민과 방문객들에게 역사를 소개하고 있다. 또한, 고택은 이상화 고택 맞은편에 위치해 있어, 함께 둘러보기에 적합한 관광 명소로 자리 잡고 있다.

## 위치
서상돈 고택은 대구 도시철도 2호선 반월당역에서 도보로 약 3분 거리에 위치해 접근성이 좋으며, 대구근대골목 2코스 관광지 중 하나로 알려져 있다. 이곳은 오전 9시부터 오후 6시까지 개방되며, 매주 월요일과 공휴일, 명절 연휴에는 휴무이다. 방문객들은 고택을 통해 서상돈의 검소한 생활상과 국채보상운동의 의미를 되새길 수 있다.